# Plymouth Reliant \ Dodge Aries
Plymouth Reliant («Плимут Рэлиант») и Dodge Aries («Додж Ариес») — среднеразмерные автомобили, представленные в 1981 году. Автомобили выпускались с 1981 по 1989 год фирмой Chrysler.
Plymouth Reliant и Dodge Aries были почти идентичным близнецами, выпускавшимся с 1981 по 1989 год. Автомобили сначала отличались лишь решеткой радиатора и дизайном задних блок-фар, чем могли пользоваться угонщики, и представляли собой пример типичного ребэджинга.
Дизайн в 1984—1986 годах не сильно изменился, кроме того, что на решётке радиатора был добавлен значок Plymouth.
Автомобили были созданы на базе "антикризисной" платформы Chrysler K en:Chrysler K platform. Энергетический кризис 1979 года вынудил руководства американских концернов создавать новые типы недорогих автомобилей. Если раньше американские бюджетные автомобили отвечали слогану "no revisement for displacement" ("Нет альтернативы большому объему"), то теперь упор был сделан как на меньший объем двигателя, так и на меньшее количество цилиндров. Для автомобилей были разработаны 4-цилиндровые моторы рабочим объемом 2.2 л. и 2.5 л. en:Chrysler 2.2 & 2.5 engine.  Двигатели были карбюраторными, мощностью 85 и 100 л.с. соответственно. Впоследствии были доступны инжекторные модели. Американские покупатели сначала пренебрежительно отзывались о новых двигателях как о "крутилках для колес", так и о антикризисном семействе Chrysler K в целом.
Для старших моделей семейства, также "близнецов", Chrysler LeBaron и Dodge 400/600 впоследствии были разработаны турбо-версии двигателя 2.2 л. (150 л.с. и более). Предлагался также двигатель Mitsubishi объемом 2.6 л.
Традиционный для американских седанов задний привод  ушел в прошлое, все автомобили "K-семейства" и последующие легковые автомобили Chrysler и Dodge были переднеприводными (кроме Dodge Viper).
Автомобили предлагались в кузовах четырёхдверный "седан", двухдверное "купе", и  "универсал". Более дорогие Chrysler LeBaron и Dodge 400/600 также предлагались в кузове "кабриолет".
Модели Dodge Aries и Plymouth Reliant спасли компанию Chrysler от банкротства 1980—1981 гг, за 8 лет было продано около 2 миллионов автомобилей en:Plymouth Reliant , и дополнительно 600 тысяч Chrysler LeBaron и Dodge 400/600.

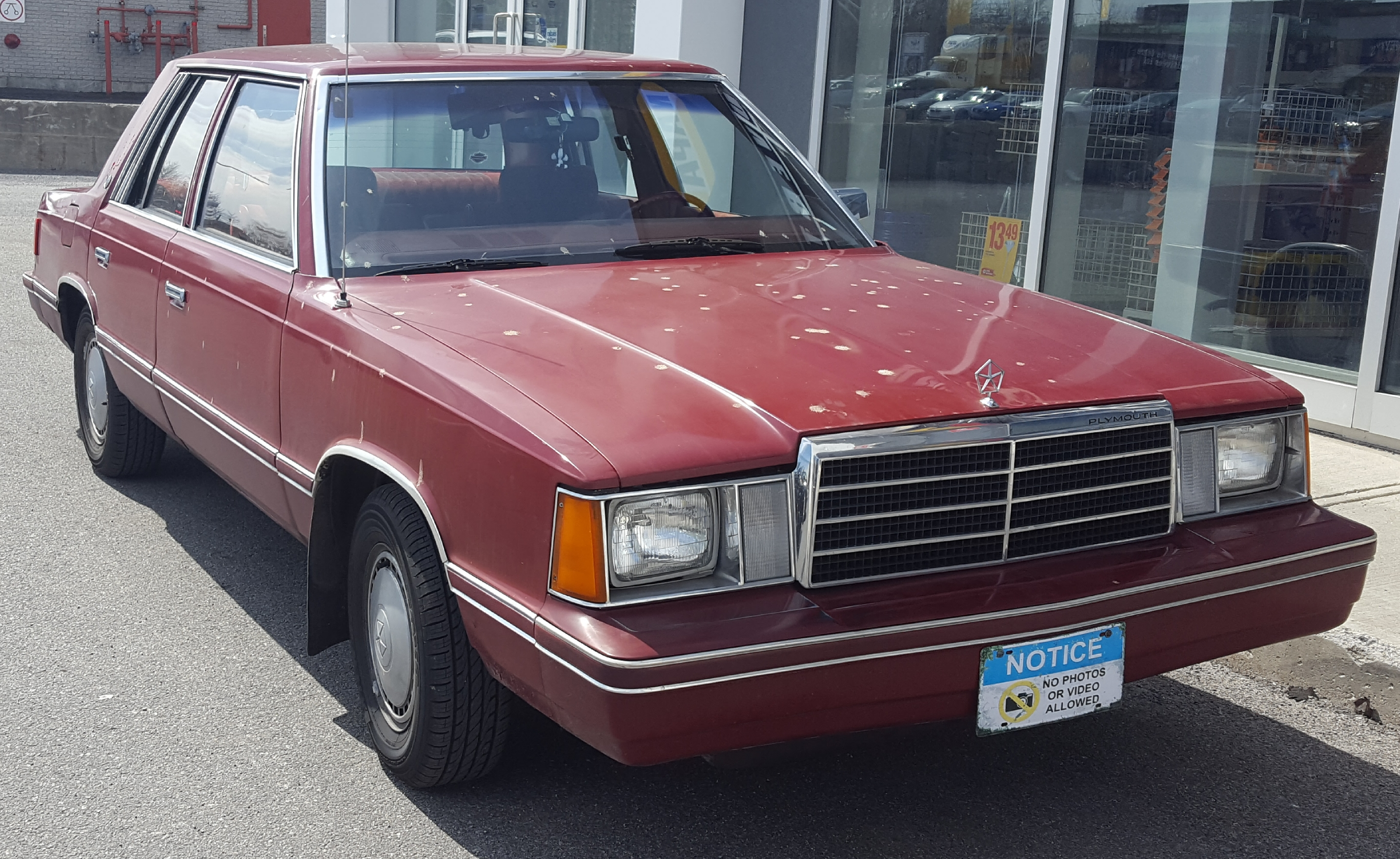
Dodge Aries после фейслифта 1984 г.

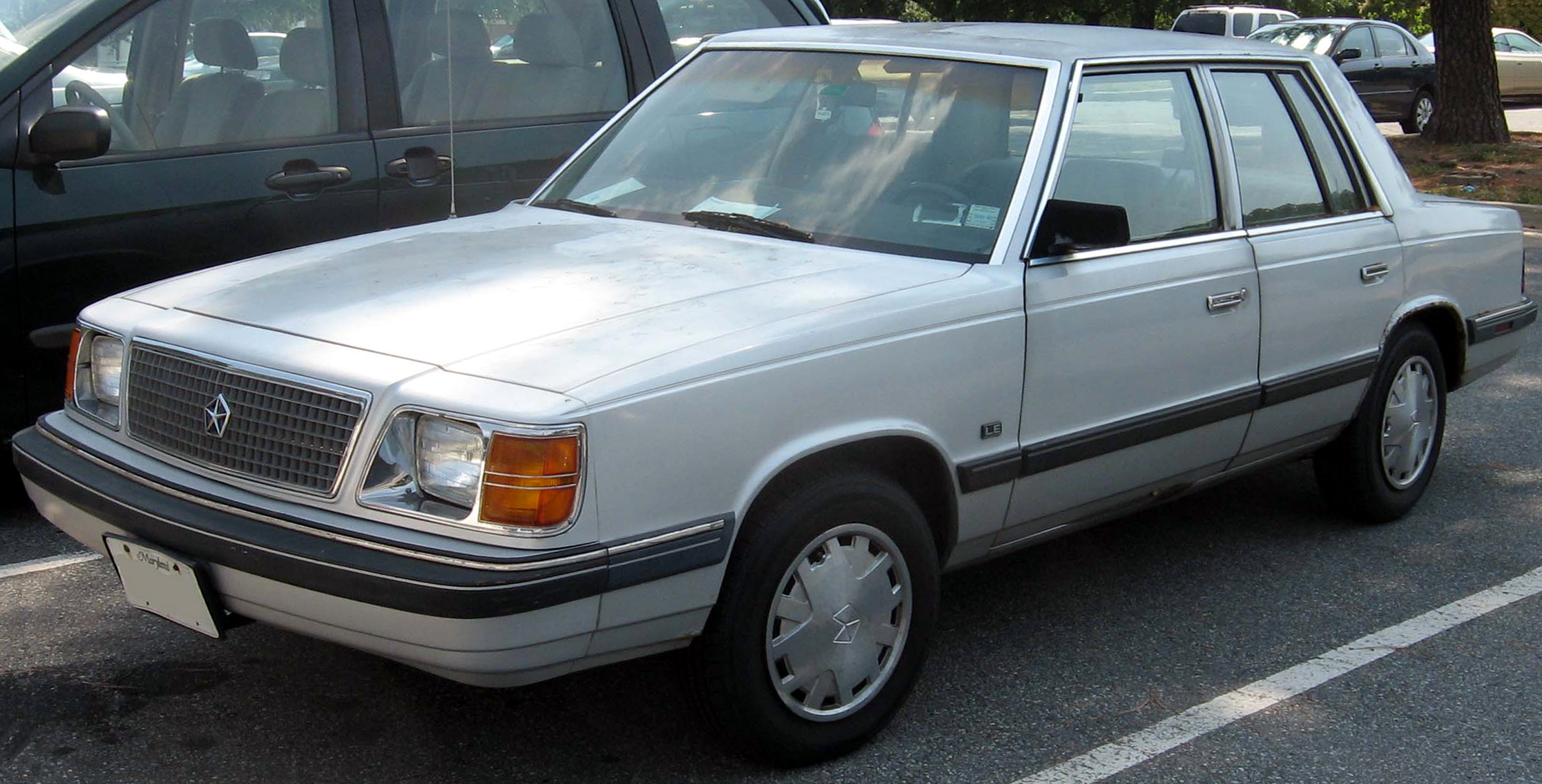
Plymouth Reliant, 1989 г.